# Kerem Hateimanim
 (janvier 2017).
Si vous disposez d'ouvrages ou d'articles de référence ou si vous connaissez des sites web de qualité traitant du thème abordé ici, merci de compléter l'article en donnant les références utiles à sa vérifiabilité et en les liant à la section « Notes et références ».
Kerem Hateimanim est un quartier situé dans le Centre-Sud de Tel-Aviv.
Son nom signifie « le vignoble des Yéménites » et le lieu est également appelé « le quartier yéménite ».
Dans les premières maisons construites à la fin du XIXe siècle s'installèrent des Juifs venus du Yémen durant la première aliyah des Juifs yéménites, « Aaleh Betamar » (1881-1882). Kerem Hateimanim est l'un des treize quartiers résidentiels isolés construits avant la création de « Ahouzat Bayt - Tel Aviv » entre les années 1903 et 1909. En 1921 le quartier a rejoint, avec d'autres quartiers juifs, la municipalité de la ville de Tel-Aviv.
Il se situe aujourd'hui entre les rues Allenby, Geula, Hakovshim et Carmel.

## Histoire

### Origines
Le quartier a été fondé en 1906 (avant la fondation de Tel-Aviv), par des immigrés juifs yéménites, sur des terrains appartenant à Aaron Chelouche, Joseph Beck Moyal et Haim Amzaleg (voir première aliyah des Juifs du Yémen). Les terrains étaient vendus à des prix très attractifs. La première intention était de nommer le quartier en l'honneur de l'avocat David Moyal, le fils de Joseph Beck Moyal, mais étant donné que la création du quartier continua pendant de nombreuses années, il fut proposé plus tard de le nommer « Makhne Israel » (« Camp d'Israël »), mais ce nom aussi ne fut pas accepté. Ce n'est qu'en 1929 que le nom Kerem Hateimanim fut choisi. Une anecdote raconte que la version initiale était « Kerem Hateimani » (« Vignoble du Yéménite »), du nom du gardien yéménite qui gardait le vignoble de Joseph Beck Moyal.
Le quartier se caractérisait par une construction à un étage, des patios, des maisons serrées et d'étroites ruelles. En raison de la pauvreté caractéristique des résidents du quartier, au début du XXe siècle les maisons étaient faites de poutres de bois, de tôle et d'autres matériaux à bas prix. Aux marges de Kerem Hateimanim d'aujourd'hui se trouvait aussi dans le passé le petit quartier de « Heret el Tank » ou « Kerem Karton » (« Le vignoble de carton »).
Parmi les résidents du quartier étaient des érudits tels que Rabbi Yahya Naüm, qui était le Rabbin du quartier, le Rabbin Abraham Alendaf et le Rabbin Shalom Isaac halevi.

### Conflits militaires des années 1945 - 1948
Durant les trois dernières années du mandat Britannique un front s'étendait le long de Kerem Hateimanim et Neve Tsedek. Ce front était en place à la veille de la Guerre israélo-arabe de 1948-1949. Il est possible que ce front remonte remonte peut-être aux émeutes de 1921 et leur suite avec les émeutes de 1929 et les émeutes de 1936-1939. Sur la fin du mandat Britannique, Kerem Hateimanim, comme d'autres quartiers, a souffert du feu de tireurs embusqués qui se postaient nuit et jour dans le minaret de la mosquée Hassan Bek.
Le quartier était considéré comme le fief de la résistance souterraine « Haporshim » (« dissidents ») à Tel-Aviv, et ses résidents avaient l'habitude de cacher dans leurs maisons, les combattants chassés et blessés du Etzel (Branche du Irgoun) et du Léhi. Ce fut le cas par exemple, lorsque après l'attaque par des hommes du Léhi du camp de l'Armée Britannique dans la rue Hayarkon de Tel-Aviv le 25 avril 1945, les attaquants s'échappèrent vers Kerem Hateimanim et furent « avalés par les maisons ». D'autre part, quelques habitants du quartier opéraient afin que le quartier soit sous la municipalité de la ville de Jaffa ; cette dernière était incluse au sein l'État arabe, selon le plan de partition de l'ONU de 1947.
« La Hagana » souhaitait recruter la jeunesse du quartier et d'autres quartiers, dans ce but fut créé un mouvement de jeunesse spécial nommé « Shahar » (« L'Aube »).
Lors de la préparation à la fin du Mandat Britannique de Palestine, au Printemps 1947 un plan de défense fut mis en place, celui-ci incluait comme frontière les quartiers de Kerem Hatimanim et Neve Tsedek.
C'est à partir de ce « front » qui s'étendait de Kerem Hatimanim à Neve Shalom que partirent les opérations de conquête du quartier de Manchye et de la ville de Jaffa le 25 avril 1948.

## Après la création de l’État d’Israël
Le quartier fut le début de bon nombre de chanteurs parmi lesquels Boaz Sharabi. Dans le quartier s'établirent des restaurants de spécialités yéménites, dans lesquels débuta l'époque des grandes fêtes de quartiers.
Le chanteur Zohar Argov né de parents juifs yéménites, a sorti notamment un album intitulé Bekerem Hateymanim en hommage au quartier yéménite Kerem Hateimanim.
Le Club de Football de Shimshon Tel Aviv est associé avec le quartier.
À partir des années 1990 le quartier commença à changer de visage, des maisons spacieuses de luxe furent construites et la demande augmenta.